# Revista do Globo

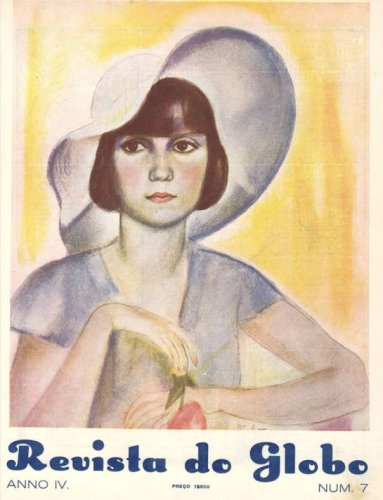
Capa da Revista do Globo, ano IV nº 7, de 1932, com ilustração de Francis Pelichek.

A Revista do Globo foi um periódico ilustrado brasileiro editado quinzenalmente pela Livraria do Globo em Porto Alegre entre 1929 e 1967.

## História
Sua criação aconteceu após sugestão de Getúlio Vargas, então Presidente do Estado, servindo ao longo da primeira década de existência como um de seus porta-vozes e como importante divulgador de cultura no Rio Grande do Sul e também no Brasil. A revista trazia matérias sobre variedades locais, nacionais e internacionais, divididas nas seções O Globo em Revista, Vida Literária, Belas Artes, Vida Social, Cineglobo e um espaço para atualidades esportivas. Publicava colunas de escritores como Theodomiro Tostes, Moysés Vellinho, Augusto Meyer, Mário Quintana, Raul Bopp, Viana Moog, Herbert Caro e Érico Veríssimo, e a fartura de ilustrações de alto nível contribuiu para o sucesso da publicação. Dentre os seus ilustradores estavam nomes importantes para as artes plásticas riograndenses, como Sotero Cosme, Ernest Zeuner, Edgar Koetz, João Fahrion e Francis Pelichek, que através de suas imagens deram impulso significativo para a difusão do Modernismo no sul.
O período em que esteve sob a supervisão de Mansueto Bernardi e depois Érico Veríssimo - até 1939 - é considerado sua fase áurea. O editorial da primeira edição trazia uma declaração de propósitos, onde se lia:
"Revista do Globo, porque se propõe registrar e divulgar, com o auxílio da Livraria do Globo, tudo o que no Rio Grande houver e doravante ocorrer digno de registro e divulgação. E ainda Revista do Globo porque deseja constituir uma ponte de ligação mental e social entre o Rio Grande e o resto do mundo.
Depois, na década de 1940, com a modernização da imprensa, as ilustrações passaram a ceder espaço para fotografias e a revista perdeu muito de seu caráter literário e cultural. Na década de 1960 a decadência já era visível, face à competição de veículos mais atraentes visual e economicamente. A publicação foi interrompida em 1967, tendo contabilizado 944 edições.